# Poyntonophrynus
Poyntonophrynus — рід жаб родини ропухових (Bufonidae).

## Таксономія
Poyntonophrynus виділений у 2006 році з роду ропуха (Bufo) на основі молекулярних досліджень. Рід названо на честь південноафриканського герпетолога Джона Чарльза Пойнтона.

## Поширення
Рід поширений в Субсахарській Африці.

## Види
Рід включає 12 видів:
- Poyntonophrynus beiranus (Loveridge, 1932)
- Poyntonophrynus damaranus (Mertens, 1954)
- Poyntonophrynus dombensis (Bocage, 1895)
- Poyntonophrynus fenoulheti (Hewitt and Methuen, 1912)
- Poyntonophrynus grandisonae (Poynton and Haacke, 1993)
- Poyntonophrynus hoeschi (Ahl, 1934)
- Poyntonophrynus kavangensis (Poynton and Broadley, 1988)
- Poyntonophrynus lughensis (Loveridge, 1932)
- Poyntonophrynus pachnodes (Ceríaco, Marques, Bandeira, Agarwal, Stanley, Bauer, Heinicke, and Blackburn, 2018)
- Poyntonophrynus parkeri (Loveridge, 1932)
- Poyntonophrynus vertebralis (Smith, 1848)
- Poyntonophrynus fernandae (Baptista & Vaz Pinto & Keates & Lobón-Rovira & Edwards & Rödel, 2023)